# Роман, Нэнси
Нэнси Грейс Ро́ман (16 мая 1925 — 25 декабря 2018) — американский астроном, одна из первых женщин-руководителей НАСА. Известна как «мать Хаббла» за её роль в планировании космического телескопа Хаббл. На протяжении всей карьеры активно занималась публичными выступлениями, образованием и адвокацией женщин в науке.

## Личная жизнь
Роман родилась в Нэшвилле в семье учительницы музыки Джорджии Смит Роман и геофизика/математика Ирвина Романа. Поскольку отец работал геофизиком в различных компаниях и госучреждениях, семья много переезжала. Вскоре после рождения дочери они перебрались в Оклахому. Позже они жили в Хьюстоне, в штате Нью-Джерси, в Мичигане, в Неваде и, наконец, в Балтиморе. С 1955 года Нэнси Роман жила в Вашингтоне, округ Колумбия. Роман считала, что родители оказали наибольшее влияние на её интерес к науке. Вне работы, она с удовольствием посещала лекции и концерты и была активным членом Американской ассоциации университетских женщин.

## Образование
Когда Роман исполнилось одиннадцать лет, она заинтересовалась астрономией и среди одноклассников в Неваде создала астрономический клуб. Они собирались раз в неделю и читали книги о созвездиях. Хотя окружающие не поддерживали её, уже в старших классах школе Роман знала, что хочет продолжать заниматься астрономией Обучалась в Western High School (Baltimore) в Балтиморе по ускоренной программе и закончила её за три года.
Роман училась в Суортмор-колледже и в 1946 году получила степень бакалавра по астрономии. Во время учёбы работала в обсерватории Спроула. Далее получила докторскую степень в этой же области в Чикагском университете в 1949 году. Оставалась в университете в течение шести лет, работая в Йеркской обсерватории, иногда выезжая в обсерваторию Макдональд в Техасе, где как научный сотрудник сотрудничала с В. В. Морганом. Исследовательская должность не была постоянной, потому Роман стала инструктором, а позже ассистент-профессором в конце концов Роман оставила работу в университете из-за трудности для женщины того времени в получении исследовательской должности. Роман продолжала сотрудничать со своей альма-матер, и работала в Совете руководителей Суортмор-колледжа с 1980 по 1988 год.

## Профессиональная работа

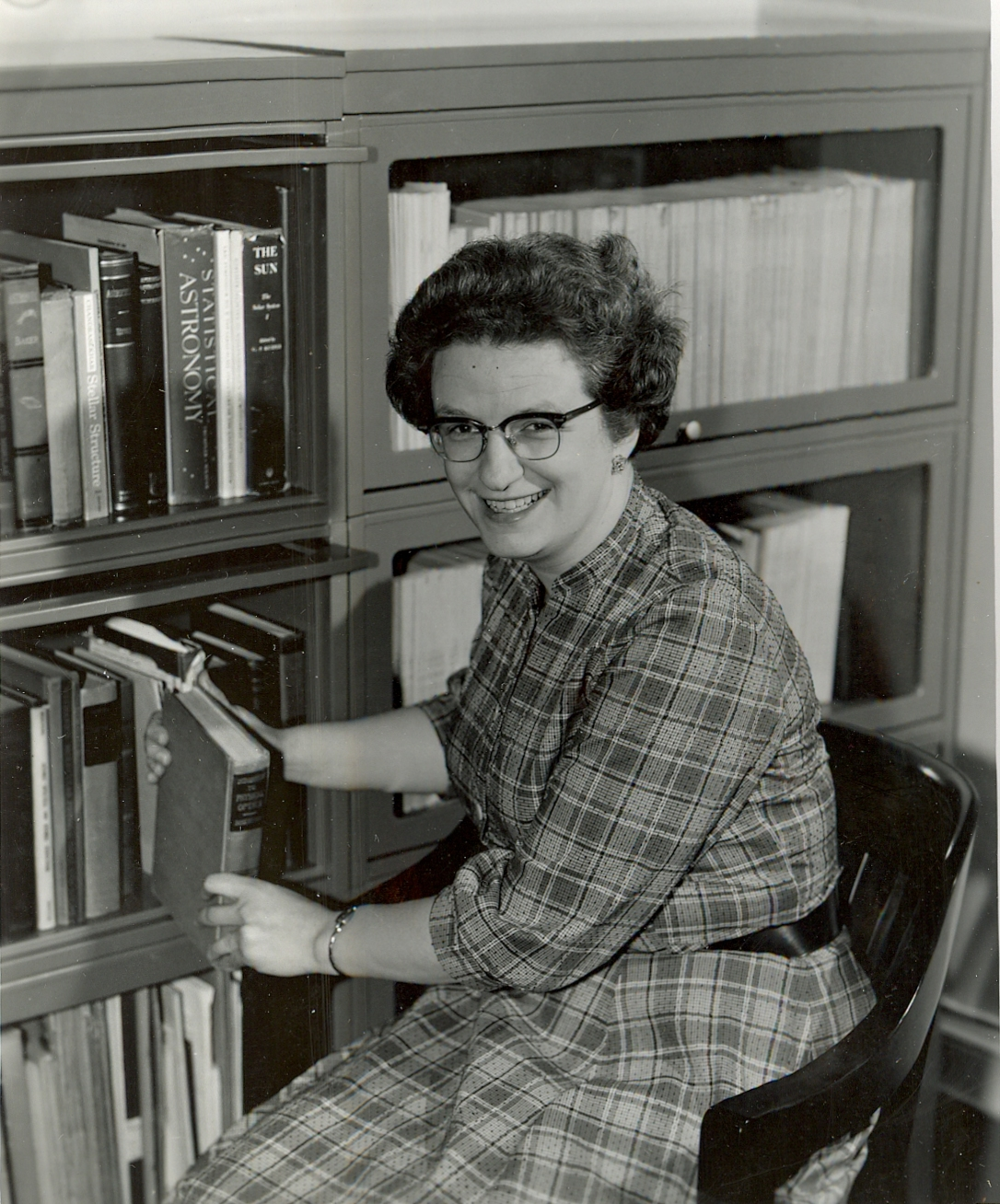
Нэнси Роман в 1960-х

Во время работы в Йеркской обсерватории при Чикагском университете, Роман наблюдала за звездой AG Дракона, и случайно обнаружила, что её эмиссионный спектр полностью изменился со времени предыдущих наблюдений. Публикация этого открытия она позже назвала большой удачей, которая значительно повысила её авторитет в астрономическом сообществе, что поспособствовало дальнейшей карьере.
Оставив Чикагский университет, Роман работала в Исследовательской лаборатории Военно-морского флота США (NRL), а именно в её радиоастрономической программе. Работа Роман в NRL включала использование нетеплового спектра и проведение геодезических работ. В программе она стала главой отдела микроволновой спектроскопии.

### NASA
На лекции Гарольда Юри, Роман подошла к Джеку Кларку, который спросил, знает ли она кого-то, кто бы заинтересовался созданием программы космической астрономии в НАСА. Она восприняла это как приглашение подать заявку, и в результате получила эту должность. Роман стал первым начальником отдела астрономии в Управлении космической науки НАСА, запустив саму программу и стала первой женщиной, назначенной на руководящую должность в космическом агентстве. В рамках её работы можно было путешествовать по стране и выступать на факультетах астрономии, обсуждая программу в разработке. Роман также узнавала, чего хотят другие астрономы, и рассказывала о преимуществах наблюдений из космоса. Была руководителем отдела астрономии и физики Солнца в НАСА с 1961 по 1963 год. Занимала различные должности в НАСА, в том числе была начальником отдела астрономии и теории относительности.
За период работы в НАСА, Роман разработала и сформировала бюджет различных программ, организовала учёных для участия в них. Принимала участие в запуске трех Орбитальных солнечных обсерваторий и трех Малых астрономических спутников. Эти спутники использовали ультрафиолетовые и рентгеновские технологии для наблюдения за Солнцем, космосом и небом. Она также присматривала за запуском других Орбитальных астрономических обсерваторий, которые использовали оптические и ультрафиолетовые измерения, работая с Диксоном Эшвортом.

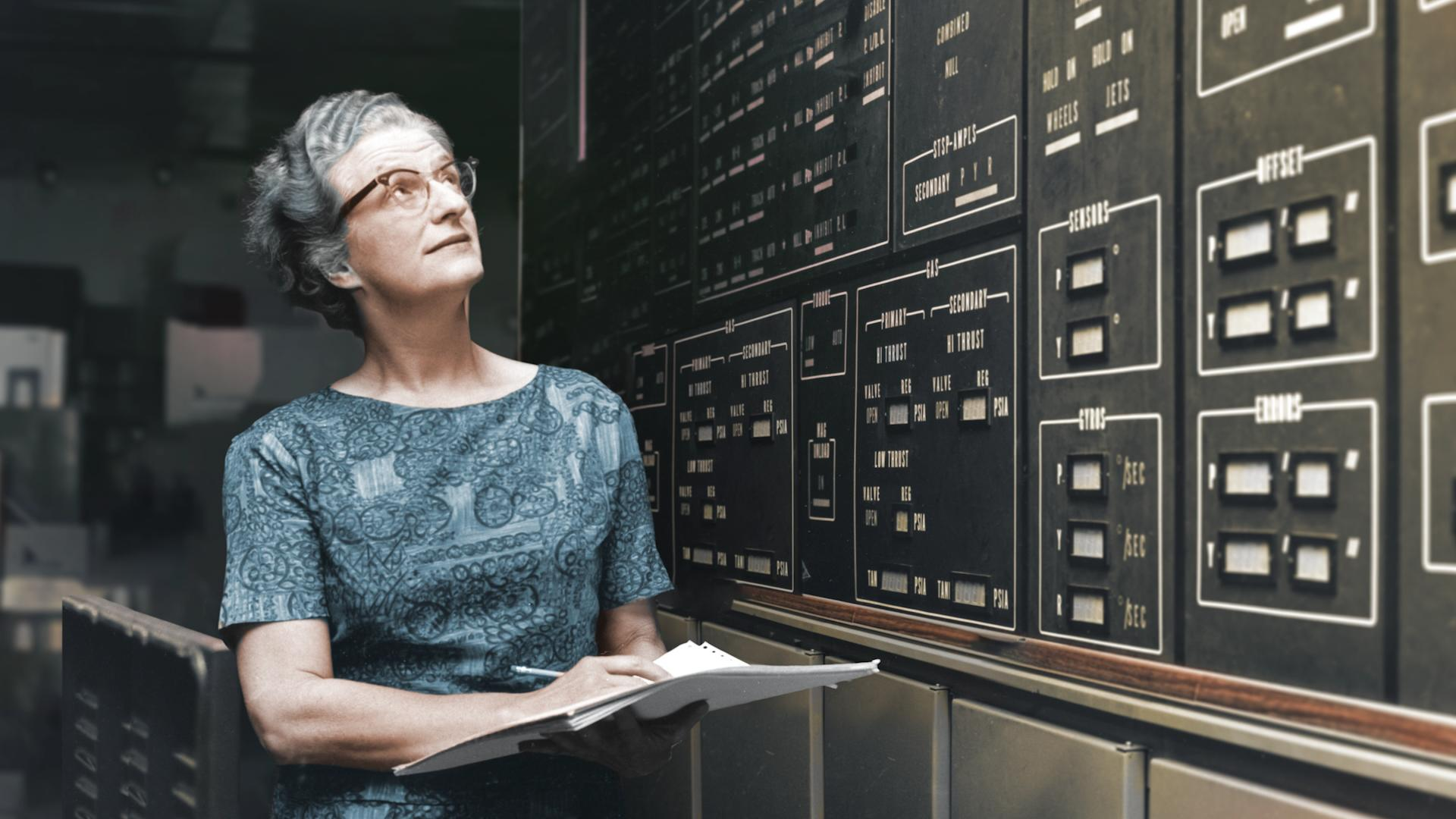
Ведущий астроном НАСА Нэнси Роман в Центре космических полётов им. Годдарда, предположительно 1972 год

К другим её запускам относятся четыре геодезических спутника. Она разрабатывала планы для ряда других небольших программ, таких как Астрономическая ракетная программа, Высокоэнергетические астрономические обсерватории, зонд-разведчик для измерения релятивистского гравитационного красного смещения и других экспериментов для Спейслеба, Близнецов, Аполлона и Скайлэба. Роман также работала с Джеком Гольцом над Малым астрономическим спутником и с Доном Берроубриджем над Космическим телескопом.
Последней программой, в которой она собрала комитет и где была активно задействована, был телескоп Хаббл. Роман работала над первоначальным планированием, в частности над закладкой структуры программы. За большой вклад её часто называют «Матерью Хаббла». «Об этом часто забывает наше молодое поколение астрономов, которое сделало свою карьеру с помощью космического телескопа Хаббл», — говорит Эд Вейлер. «К сожалению, в нынешнюю интернет-эпоху история забыла многое, но именно Нэнси в старые времена до интернета и Google и электронной почты и этого всего, помогла продать идею телескопа Хаббл и организовать астрономов, которые в конце концов убедили Конгресс его финансировать».
Проработав в НАСА двадцать один год, она продолжила до 1997 года работать на подрядчиков, которые поддерживали Центр космических полетов Годдарда. Роман также была консультантом в ORI, Inc. с 1980 по 1988 год.

### Как женщина в науке

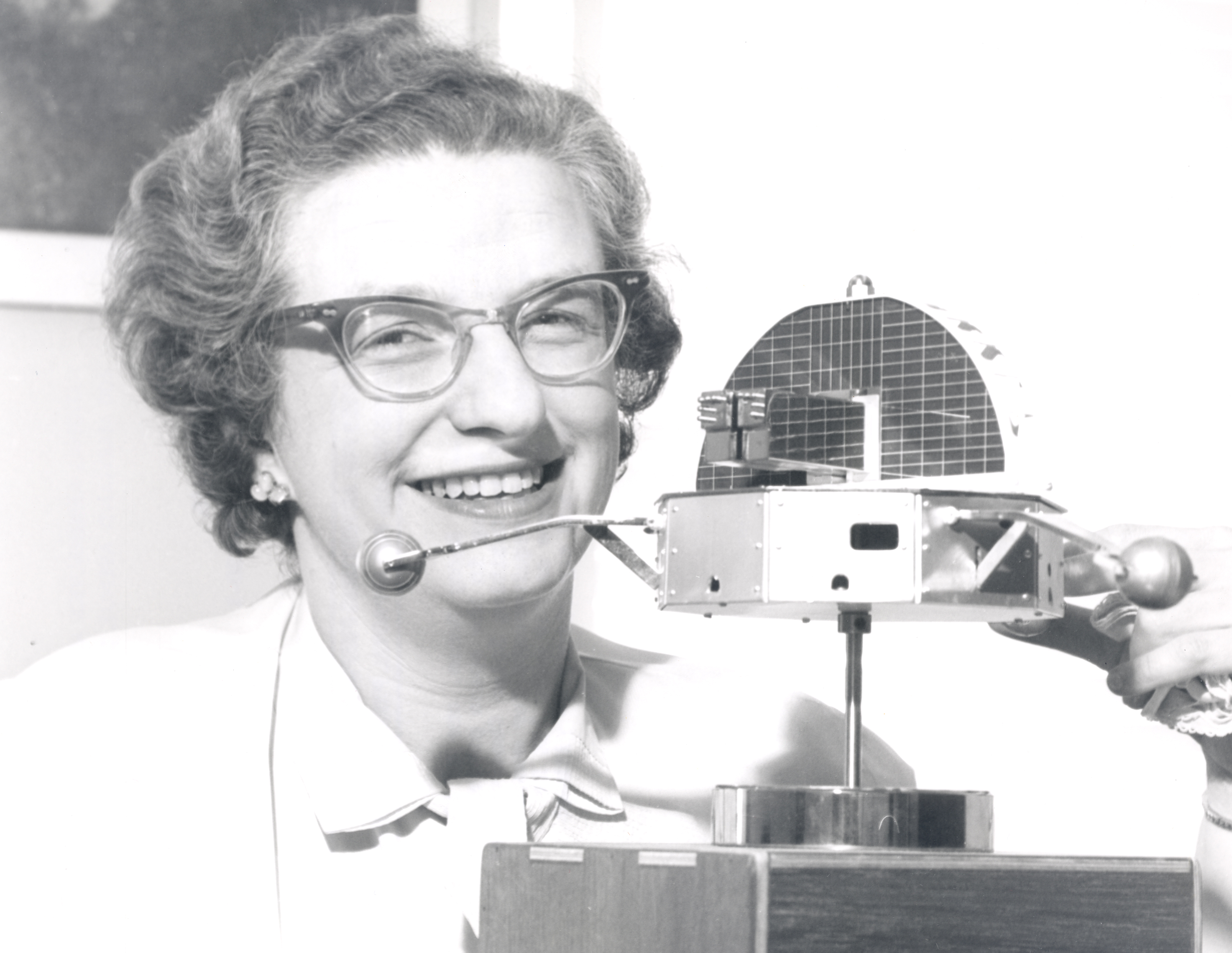
Нэнси Роман с моделью Орбитальной солнечной обсерватории

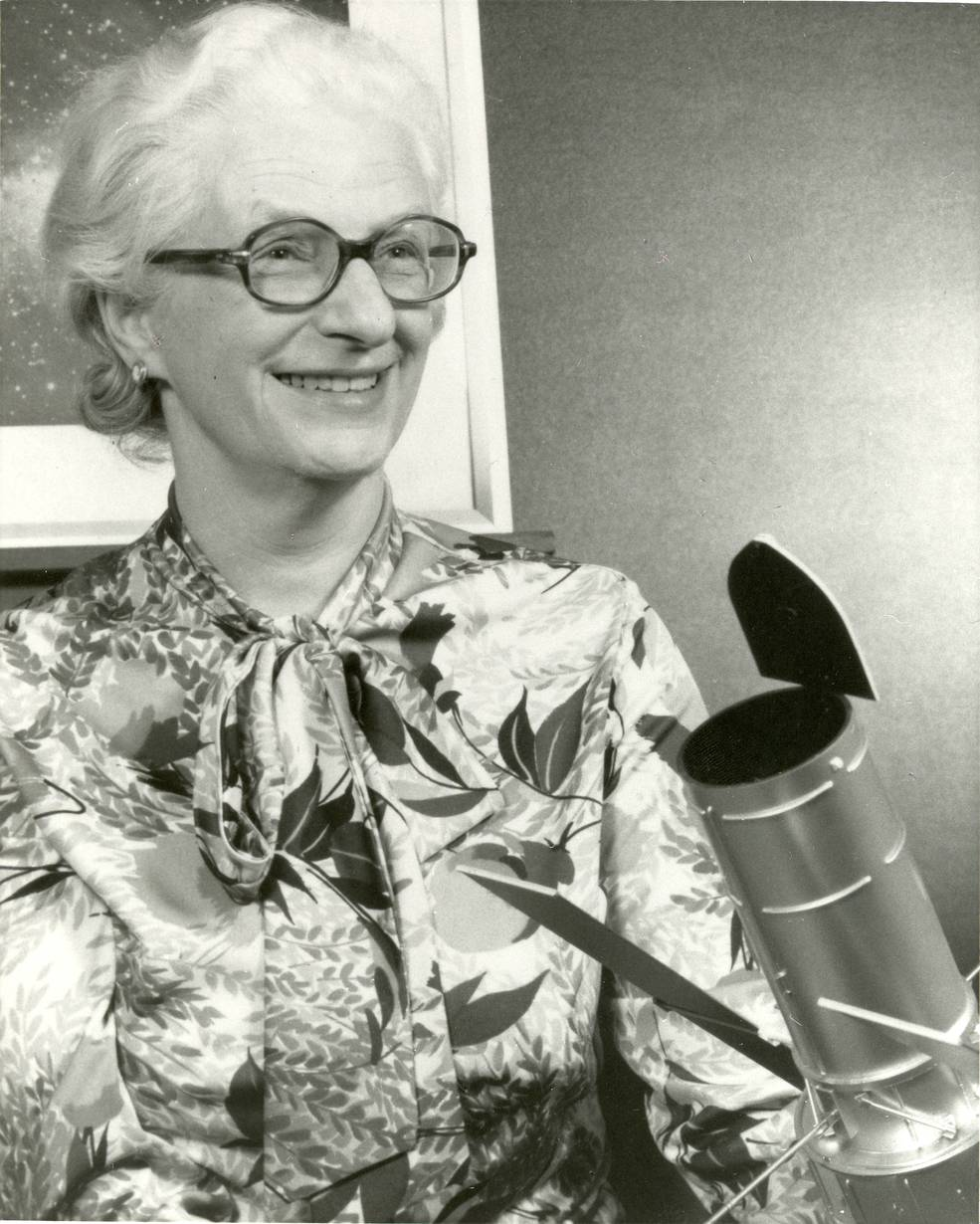
Нэнси Роман с моделью будущего телескопа Хаббл

Роман столкнулась с проблемами женщин в науке в середине XX века, как и большинство других женщин. Окружающие отговаривали её от занятия астрономией и она была одной из очень немногих женщин в НАСА в то время, в частности единственной женщиной на руководящей должности. Она посещала курсы под названием «Женщины в менеджменте» в Мичигане и в университете штата Пенсильвания, где рассказывали о проблемах женщин на руководящих должностях. Тем не менее, в интервью 1980 года Роман заявила, что курсы были неудовлетворительными и речь шла больше о женских интересах, чем о женских проблемах.

### Исследования и публикации
Одна из первых публикаций Нэнси Роман была в 1955 году, после её работы в Йеркской и Макдональдской обсерваториях, в «Astrophysical Journal: Supplemental Series» — это был каталог звезд с высокой скоростью. Она задокументировала новые «спектральные типы фотоэлектрических магнитуд, цвета и спектроскопические параллаксы около 600 высокоскоростных звезд». В 1959 году Роман написала статью об обнаружении внеземных планет. Роман также открыла, что звезды с содержанием водорода и гелия движутся быстрее, чем звезды, которые сформированы из других, более тяжелых элементов. Одно из её других открытий заключалось в том, что не все распространенные звезды имеют одинаковый возраст. Это было доказано путем сравнения линий водорода спектров низкой дисперсии у звезд. Она заметила, что звезды с сильными линиями двигались ближе к центру Млечного Пути, а другие двигались более эллиптически и дальше от плоскости галактики. Она также проводила исследования и публиковалась на предмет поиска созвездий с позиции 1875.0, объясняя, как она до этого дошла, и написала статью о группе Большой Медведицы для своей диссертации.

### Признание
- Федеральная женская премия 1962[12]
- Одна из 100 самых важных молодых людей по версии журнала «Life» 1962[16]
- Медаль за выдающиеся научные достижения НАСА 1969
- William Randolph Lovelace II, American Astronaut Association 1980[12]
- Почетный доктор колледжей Russell Sage College, Hood College, Bates College и Суортмор
- Астероид 2516 Роман назван в её честь
- В её честь назван The Nancy Grace Roman Technology Fellowship in Astrophysics в НАСА[15]
- В 2017 году поступил в продажу набор Лего «Женщины НАСА», в котором (среди прочего) есть мини-фигурки Роман, Маргарет Гамильтон, Мэй Джемисон и Салли Райд[21].

## Дальнейшее чтение
- Shearer, Benjamin F. Notable women in the physical sciences : a biographical dictionary (англ.). — 1. publ.. — Westport, Conn. [u.a.]: Greenwood Press, 1997. — ISBN 0313293031.